# Blue Monday (data)
Il termine inglese Blue Monday ("lunedì triste") indica un particolare giorno dell'anno, solitamente il terzo lunedì del mese di gennaio, ritenuto essere il giorno dell'anno più triste per gli abitanti dell'emisfero boreale. Il concetto è stato originariamente reso pubblico nel 2005 all'interno di un comunicato stampa del canale televisivo britannico Sky Travel, in cui si affermava di avere calcolato la data utilizzando un'equazione. L'intera idea rientra nell'ambito della pseudoscienza, e l'equazione che ne è alla base viene ritenuta priva di alcun fondamento.
Secondo questa teoria, al Blue Monday le persone si sentono maggiormente depresse perché inconsciamente il cervello percepisce in questo giorno che sono finite le festività natalizie e che i mesi successivi saranno caratterizzati dalla quasi totale assenza di giorni festivi.

## Storia
L'individuazione di questa data viene attribuita a Cliff Arnall, psicologo presso l'Università di Cardiff. In un articolo apparso su The Guardian, il medico e divulgatore britannico Ben Goldacre riportò che il comunicato stampa venne sottoposto sostanzialmente in forma già scritta a diversi accademici dall'agenzia Porter Novelli, la quale offrì loro del denaro per farne assumere la paternità. Successivamente lo stesso giornale pubblicò un comunicato con il quale l'Università di Cardiff prendeva le distanze da Arnall.
In seguito il concetto è stato ripetutamente riutilizzato da altre compagnie per scopi pubblicitari, oltre al tentativo di applicarlo alle tendenze dei messaggi nei social media. Alcuni esperti legali lo hanno definito il "lunedì del divorzio" (Divorce Monday), notando che durante il mese di gennaio viene intrapreso il maggior numero di procedimenti per il divorzio rispetto agli altri mesi dell'anno.

## Data
La data viene generalmente fatta coincidere con il terzo lunedì del mese di gennaio, che cade tra il 15 e il 21 del mese, ma può anche ricadere sul secondo o quarto lunedì dello stesso mese oppure durante l'ultima settimana. Il primo Blue Monday fu dichiarato il 24 gennaio 2005 come parte di un comunicato stampa di Sky Travel, canale televisivo del gruppo Sky UK dedicato ai viaggi.

### Calcolo
Arnall disse di avere escogitato la data per aiutare le compagnie di viaggio ad analizzare la tendenza dei loro clienti, osservando come questi ultimi siano più propensi a prenotare un viaggio quando si trovano in uno stato di profondo malumore. I fattori da lui considerati includono le condizioni meteorologiche, la capacità di fronteggiare i debiti accumulati, il tempo trascorso dal Natale, il fallimento dei propositi che si erano prefissati con l'inizio del nuovo anno, i bassi livelli di motivazione e la sensazione di una necessità di agire. Una disequazione usata da Arnall nel 2006 era la seguente:
{\displaystyle {\frac {(C\times R\times ZZ)}{((Tt+D)\times St)}}+(P\times Pr)>400}
dove 
- Tt = tempo di viaggio;
- D = ritardi;
- C = tempo speso in attività culturali;
- R = tempo speso rilassandosi;
- ZZ = tempo speso dormendo;
- St = tempo speso in uno stato di stress;
- P = tempo speso a preparare i bagagli;
- Pr = tempo speso nella preparazione.

Le unità di misura non sono definite.
Il comunicato stampa del 2005 e quello del 2009 usavano una formula differente:
{\displaystyle {\frac {[W+(D-d)]\times T^{Q}}{M\times N_{a}}}}
dove
- W = condizioni atmosferiche;
- D = debito;
- d = salario mensile;
- T = tempo trascorso da Natale;
- Q = tempo trascorso dal fallimento dei propositi per il nuovo anno;
- M = livelli motivazionali bassi;
- Na = sensazione di una necessità di agire.

Ancora una volta nessuna unità di misura viene definita.

#### Critiche
Ben Goldacre ha sottolineato la mancanza di un senso matematico dei termini che compaiono nell'equazione, notando come, se si applica l'equazione originale di Arnall, preparando i bagagli per 10 ore e impegnando 40 ore nella restante preparazione del viaggio, sarà sempre garantita una buona vacanza, e che stando a casa e tagliando a 0 il tempo di viaggio si può avere un fine settimana "infinitamente buona". Dean Burnett, un neuroscienziato che ha lavorato nel dipartimento di psicologia dell'Università di Cardiff, ha descritto il lavoro come "farsesco", con misurazioni prive di senso.
Altre personalità attive in ambito medico riconoscono invece una sovrasemplificazione della realtà e un fondo di verità, specie riguardo coloro che risultano particolarmente sensibili agli eventi esterni.

## Giorno più felice
Arnall ha affermato anche, in un comunicato stampa commissionato dall'azienda produttrice di gelati Wall's, di avere calcolato il giorno più felice dell'anno. Tale data cadde nel 2005 il giorno 24 giugno, nel 2006 il 23 giugno, nel 2008 il 20 giugno, nel 2009 il 19 giugno, e nel 2010 il 18 giugno. Questa data tende a ricadere vicino al solstizio d'estate nell'emisfero settentrionale.
Tra i parametri considerati da Arnall figurano l'attività all'aperto, la natura, l'interazione sociale, i ricordi legati alle estati precedenti, la temperatura e l'attesa delle vacanze.